# Wan Mohammed Najmee
Wan Mohammed Najmee (* 12. Januar 1983) ist ein malaysischer Straßenradrennfahrer.
Wan Mohammed Najmee fuhr in der Saison 2005 für das malaysische Proton T-Bikes Cycling Team, das eine UCI-Lizenz als Continental Team hatte. In der Saison 2008 gewann er die zweite Etappe beim Kuala Lumpur Cycling Carnival und bei der Tour d’Indonesia wurde er bei dem zwölften Teilstück in Kuta Tageszweiter hinter seinem Landsmann Ali Ahmad Fallanie. Im nächsten Jahr wurde Najmee malaysischer Meister im Straßenrennen.

## Erfolge
2009
- Malaysischer Meister – Straßenrennen

## Teams
- 2005 Proton T-Bikes Cycling Team

- 2010 Wilayah Persekutuan State Team